# Гуго II (граф Нордгау)
Гуго II Хриплый (лат. Hugo Raucus; умер ранее 986) — граф Нордгау в 951—973 годах.

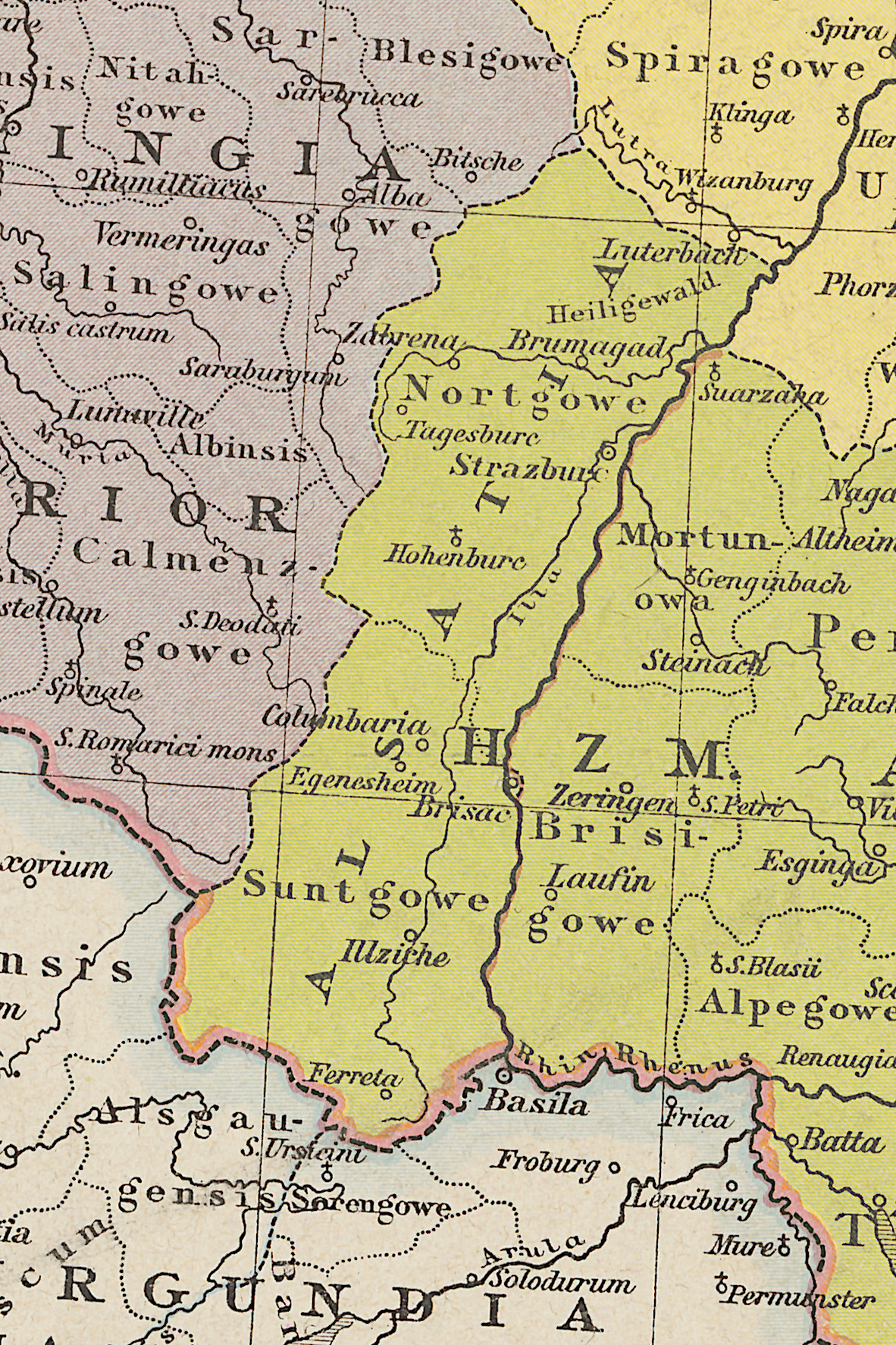
Графство Нордгау (Nortgowe) на карте Эльзаса

Сын Эберхарда IV фон Нордгау. Мать — Лиутгарда Арденнская (фр. Liutgarde d'Ardenne). Наследовал отцу в 951 году после его отречения.
Уступил императрице Адельгейде (своей родственнице) сеньорию Зельц, в которой та позже основала монастырь, где и умерла 16 декабря 999 года.
Гуго II был женат на женщине, имя которой не известно (в генеалогических хрониках иногда указывается Луитгарда (Хильдегарда) фон Мец). Возможно, был женат дважды, но тогда дети — от второй жены. Сыновья:
- Эберхард V[кат.] — граф Нордгау
- Гуго IV — граф Нордгау, Эгисхейма и Дагсбурга.
- Матфрид (упоминается в 999 году)
- Герхард (упоминается в 999 году)

В 968 году Гуго II основал монастырь в Альторфе, где похоронен его отец.
Дата смерти Гуго II не известна. Предполагается, что он скончался между 973 и 986 годом.